# Dolby Atmos

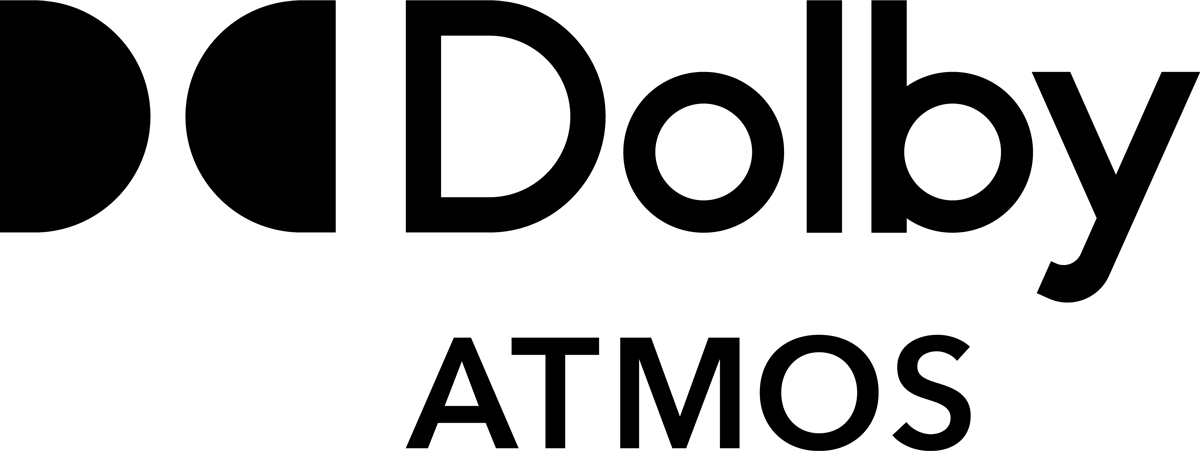
Dolby Atmos logo

Dolby Atmos là tên một công nghệ âm thanh được phát triển bởi Dolby Laboratories vào tháng 4 năm 2012 và được phát hành chính thức vào tháng 6 cùng năm. Công nghệ lần đầu tiên được sử dụng trong bộ phim hoạt hình Brave của Pixar

## Lịch sử

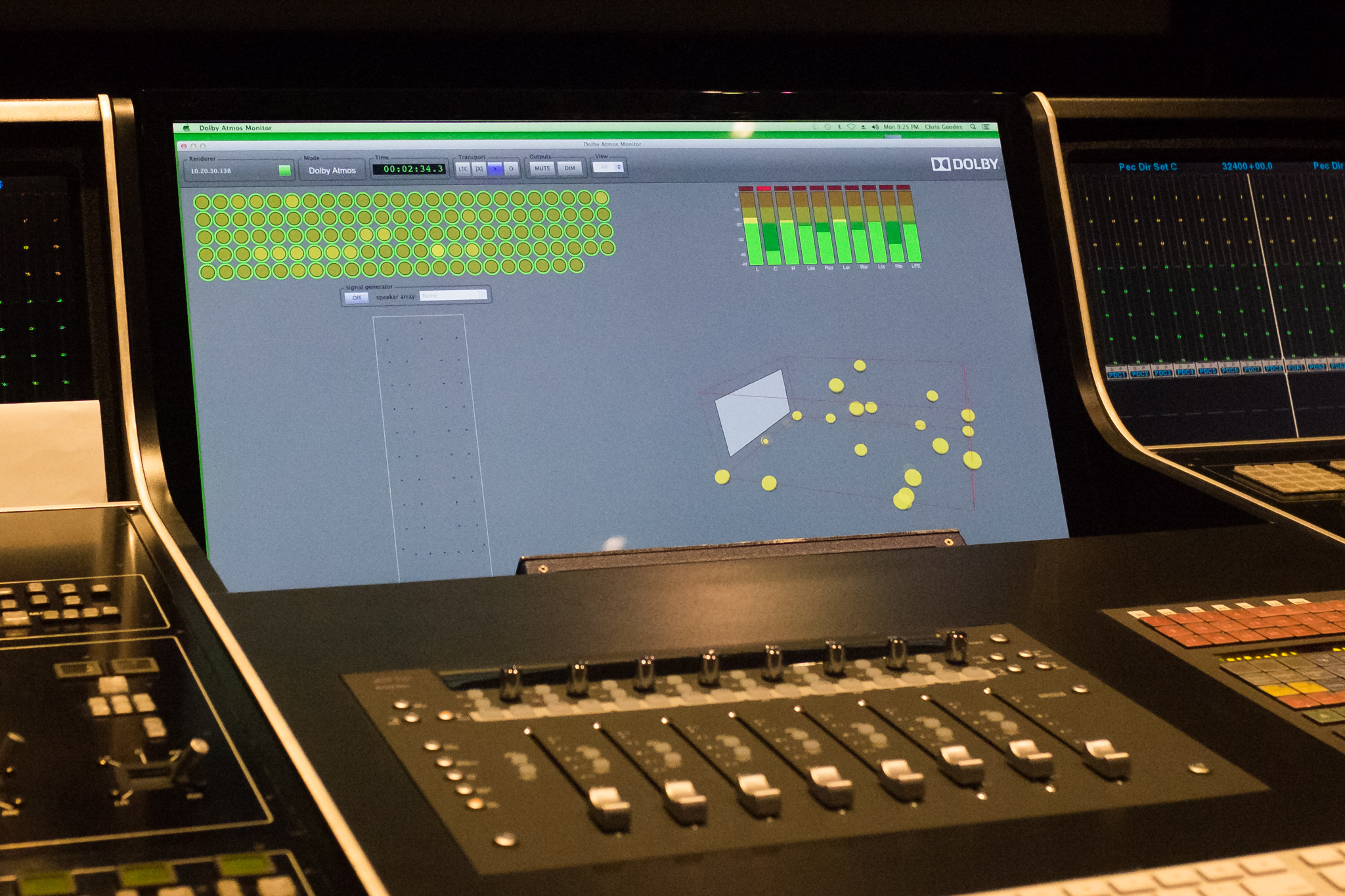
Dolby Atmos Monitor tại SoundFirm, Melbourne

Lần lắp đặt đầu tiên là ở nhà hát Dolby, Hollywood, California, cho buổi ra mắt của phim Brave vào tháng 6 năm 2012. Trong năm 2012, Dolby Atmos đã được lắp đặt tại trên 25 địa điểm trên toàn thế giới, và đã tăng lên con số 300 trong 2013. Tính đến tháng 2 năm 2015 đã có trên 2100 địa điểm được lắp đặt công nghệ này. Dolby Atmos cũng đã được chuyển thể thành định dạng rạp hát gia đình và là một phần của Dolby Cinema. 

## Công nghệ
Công nghệ Dolby Atmos hỗ trợ lên tới 128 âm thanh cùng với siêu dữ liệu mô tả không gian liên quan (đáng chú ý nhất là dữ liệu vị trí hoặc pan automation). Nếu như Dolby Surround 5.1 và 7.1 đem đến cho người nghe sự sống động và trung thực trong âm thanh thì Atmos sẽ nâng chất lượng đó lên thêm nhiều lần nữa. Kể từ chuẩn Atmos, các nhà làm phim có thể thoải mái thể hiện các hiệu ứng âm thanh, tiếng động mà họ muốn dễ dàng hơn. Bởi Atmos hỗ trợ âm thanh có thể được phát ra từ hàng trăm chiếc loa vệ tinh được bố trí khắp phòng chiếu từ phải qua trái, trước và sau thêm cả phía trên trần và dưới sàn. 

Với các đối tượng âm thanh, Dolby Atmos cho phép bộ ghi lại âm thanh sử dụng plugin Pro Tools (có sẵn từ Dolby) hoặc bảng điều khiển âm thanh định dạng lớn được trang bị Dolby Atmos, chẳng hạn như AMS Neve 's DFC hoặc MPC5 của Harrison, để thể hiện được vị trí âm thanh trong rạp hay còn gọi là âm thanh 3 chiều.
Trong quá trình phát lại, hệ thống Dolby Atmos của từng rạp chiếu phim sẽ thể hiện các đối tượng âm thanh trong thời gian thực sao cho mỗi âm thanh đến từ vị trí được chỉ định của nó từ các loa được bố trí trong rạp. Ngược lại, công nghệ đa kênh truyền thống chủ yếu gộp tất cả các kênh vào 1 nguồn phát. Việc bổ sung các đối tượng âm thanh cho phép máy trộn sáng tạo hơn, mang nhiều âm thanh hơn. 
Với các phần cứng phim ảnh thế hệ đầu, "Dolby Atmos Cinema Processor" hỗ trợ lên tới 128 track âm thanh riêng lẻ và lên tới 64 loa cùng phát. Công nghệ này ban đầu được tạo ra cho các ứng dụng điện ảnh thương mại, và sau đó được chuyển thể cho điện ảnh gia đình. Ngoài việc phát sử dụng tiêu chuẩn 5.1 hoặc 7.1, hệ thống Dolby Atmos cũng có thể cung cấp cho mỗi loa một nguồn cấp dữ liệu duy nhất của riêng mình dựa trên vị trí của nó thậm chí còn được áp dụng cho các kênh âm thanh trên trần giúp âm thanh có chiều sâu, thể hiện hiệu quả được những âm thanh đặc biệt như tiếng trực thăng, súng đạn, tiếng mưa...  

## Rạp chiếu gia đình
Vào cuối tháng 6 năm 2014, Dolby Labs' cho biết sẽ sớm đưa Dolby Atmos tới các rạp chiếu gia đình. 
Có một số nhà sản xuất thiết bị nghe nhìn giải trí tại nhà công bố đã tích hợp công nghệ Dolby Atmos vào các rạp chiếu gia đình trên toàn cầu. Các sản phẩm được cung cấp bao gồm các bộ giải trí gia đình cao cấp và bộ khuếch đại cho các gói sản phẩm home-theater-in-a-box (HTiB) của các nhà sản xuất nổi tiếng như Denon, Mantaz, Onkyo, Pioneer, Yamaha và một số nhà sản xuất ít được biết đến hơn.
Hiện nay, 100% các thiết bị sử dụng hệ điều hành macOS và Windows đều tương thích với chuẩn âm thanh Dolby Atmos.
Bộ phim đầu tiên phát hành dưới định dạng Blu-ray sử dụng Dolby Atmos là Transformers: Kỷ nguyên hủy diệt. Trò chơi video đầu tiên sử dụng Dolby Atmos là Star Wars: Battlefront.

### Sự khác biệt từ thương mại
Do băng thông hạn chế và bộ xử lí hạn chế, Dolby Atmos trong các rạp chiếu tại nhà không thể hiện được tốt như tại rạp chiếu phim. Một substream có mã hoá  được thêm vào Dolby TrueHD hoặc Dolby Digital Plus. Subream này không bao gồm tất cả 128 track âm thanh riêng lẻ. Dolby Atmos trong rạp chiếu gia đình có thể hỗ trợ 24.1.10 kênh và sử dụng nền tảng âm thanh không gian để trình bày âm thanh sao cho phù hợp với cấu hình loa được trang bị.